# Székesfehérvár története
Székesfehérvár az egyik legnagyobb múltú és az egyik legősibb város Magyarországon. Területe már az újkőkorszakban is lakott volt. A mai várost Géza nagyfejedelem alapította 972 körül a Sárvíz és a Gaja-patak által táplált mocsaras terület legnagyobb szárazulatán, stratégiai fontosságú kereskedelmi utak kereszteződésében. Fehérvár I. István király uralkodása alatt vált igazi várossá és a Magyar Királyság világi központjává. István a Nagyboldogasszony-bazilika megalapításával és a tekintélyes társaskáptalan felállításával évszázadokra megalapozta a város jelentőségét.
Szent Istvántól I. Ferdinándig minden magyar királyt a város falai között koronáztak meg. Közülük 15 végső nyughelyéül választotta a koronázótemplomot, vagyis a Nagyboldogasszony-bazilikát. A város adott otthont a törvénylátó napoknak és a középkori országgyűlések nagy részének. Legékesebb példaként az 1222-es fehérvári országgyűlésen kihirdetett Aranybulla emlegethető.
Székesfehérvár 1543 és 1688 szinte végig oszmán uralom alatt állt. Ekkor pusztult el többek között a pompás királyi bazilika, ugyanis a város keresztes és oszmán ostromok sorát szenvedte el. A visszavétel után a város nem nyerte el újra korábbi jelentőségét, bár szabad királyi városi rangját visszakapta. A középkori és a török várost szinte földig rombolták, a köveket a barokk város építéséhez használták föl. Mária Terézia királynő az 1740-es évektől támogatott több fehérvári építkezést (pl. a Szent István-bazilika újjáépítését), majd 1777-ben megalapította a Székesfehérvári egyházmegyét.
A második világháborúban stratégiai fontosságából kifolyólag Székesfehérvár a legsúlyosabb károkat elszenvedő település volt Magyarországon Budapest mellett.
20. századi történelme során az 1930-as években és az 1970-es évektől figyelhető meg igen látványos fejlődés, melynek következtében napjainkra az ország legnagyobb és legfejlettebb nagyvárosai közé emelkedett.

## Székesfehérvár nevének etimológiája
Székesfehérvár nevének eredetére kétféle magyarázat is lehetséges: az egyik szerint az uralkodóház egyes tagjainál, mint például az I. András krónikáiban is több helyen fellelhető „Fehér” előnévre, a másik szerint pedig a Géza fejedelem által épített korai királyi vár és palota építőköveire, vagy fehérre meszelt falaira utal. A Fehérvár utótaghoz csapódó Székes- előtag értelme a királyi székre, vagyis a trónra utalhat, valamint a fehér szó a város minden idegen nyelvű nevében megtalálható.
Nevének számtalan változata jelentőségére utal. A város neve latinul Alba Regia, melynek jelentése Királyi Fehér. Alba Regalis, Alba Regale, Alba Civitas, Civitas Albensis, Castrum Albense névváltozatok is ismertek. Egyéb változatai: németül: Stuhlweißenburg (Wzzenburch, Vizenburg, Veyzmburg), törökül: İstolni Belgrad, lengyelül: Białogród, szlovákul: Stoličný Belehrad, horvátul Stolni Biograd, szerbül: Stolni Beograd/Столни Београд.
A város nevének első magyar nyelvű (Feheruuaru) említése a tihanyi alapítólevélben, 1055-ben tűnt fel.

### A ragadványnevek etimológiája
- A királyok városa

Ha Székesfehérvárt említjük, akkor a középkori Magyar Királyság királyi, világi és szakrális központjáról beszélünk. Itt őrizték a koronázási jelvényeket, a királyi kincstárat, a levéltárat, és itt tartotta a király az országos törvénylátó napokat, valamint csak a Fehérvárott megkoronázott király volt az ország törvényes uralkodója.
- Szent István városa

A ragadványnév az utóbbi időkben kezdett elterjedni és a város I. István királyhoz való erős kötődését fémjelzi.
- A templomok városa

A jelző Székesfehérvár vallási jelentőségét mutatja. A városban átlag feletti a templomok száma most is, és főleg az volt múltban is.

## A város története az avarokig
A Balkán felől északi irányba terjedő földműves kultúra a Kr. e. a 6-5. évezred tájékán érte el a város területét és közvetlen környékét. A népesség gyarapodásával a bronzkorban a mocsarak szigetein és a folyópartokon falvak alakultak ki. Az újkőkorszakban megindult európai cserekereskedelem a természetes útvonalak metszéspontjában és azok közvetlen környékén jött létre. Ezek a területek – így Székesfehérvár és környéke – katonai és kereskedelmi központokká fejlődtek. A vaskorban a kelta eraviscusok uralták a vidéket. Székesfehérvár több pontján volt telepük, temetkezőhelyük, nagyobb jelentőséggel bírtak azonban ekkor Pákozd és Gorsium települések. Ez utóbbi város szerepe tulajdonképpen megfeleltethető a mai Székesfehérvárénak.
Gorsium Pannónia római megszállását követően fejlődött fontos katonai táborrá, amely a Sárvíz átkelőhelyének védelmét biztosította. A római közigazgatás kiépülésével Gorsium vallási központtá is emelkedett.
A római kort követően hun és germán fennhatóság alá került e vidék, majd az avarok uralták. E korszakokból is gazdag temetkezési leletek maradtak fenn a város közvetlen környékéről.

## A középkori Székesfehérvár

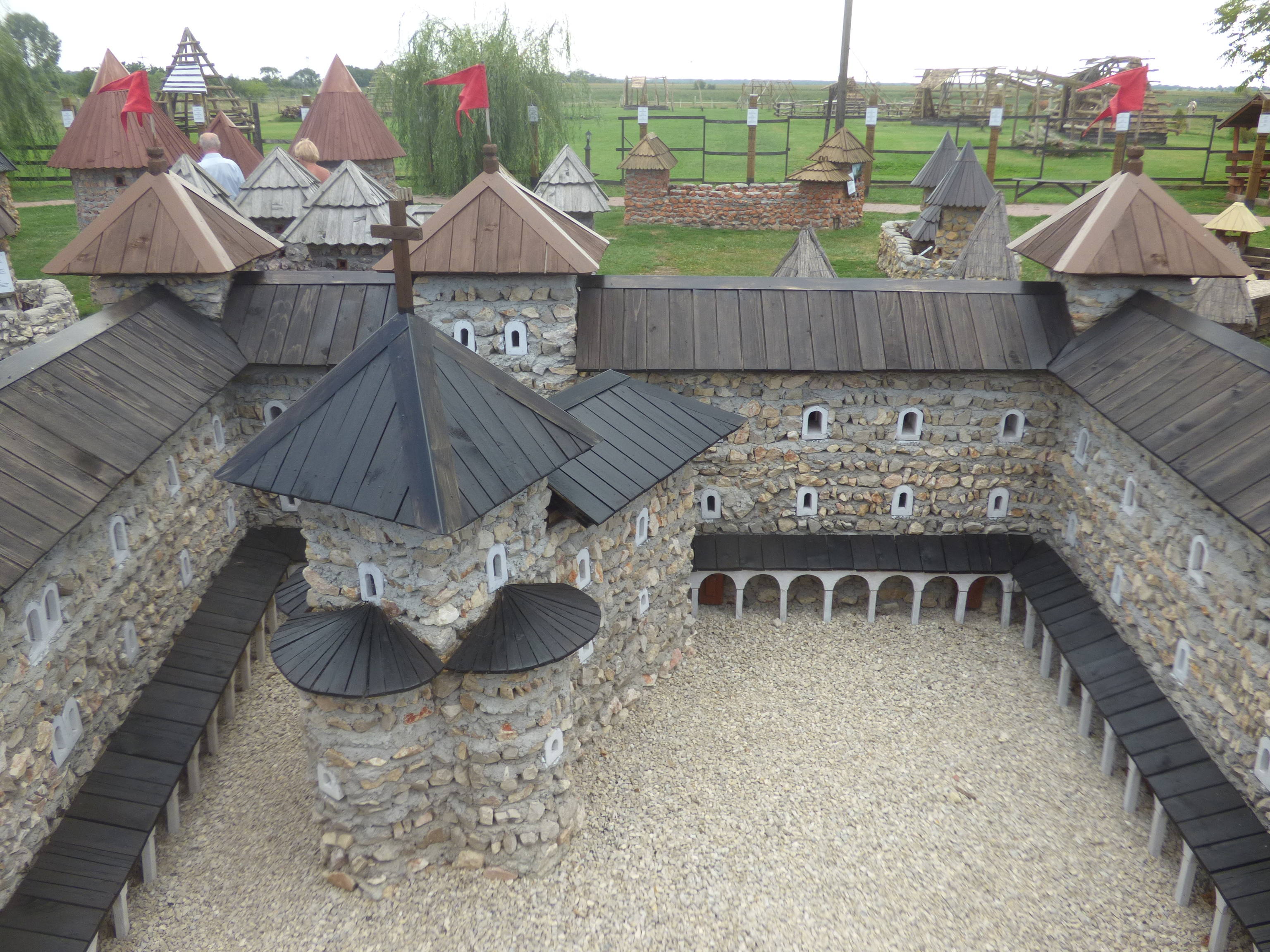
A székesfehérvári vár makettjének egy részlete a dinnyési Várparkban

A várost 972-ben alapította Géza fejedelem a Gaja-patak és a Sárvíz által táplált mocsarakból kiemelkedő négy szigeten, melyek egyike a mai belváros helyén emelkedett. Géza kicsiny kővárat épített, benne a fejedelmi palotával és egy négykaréjos bizánci stílusú templommal. Ez utóbbi az ország első keresztény temploma volt; alapfalait 1971-ben tárták fel, melyeket fehér kövekből kirakott alakzat jelöl a mai székesegyház főbejárata előtt.
A mocsarakkal körülvett, szigetekkel szabdalt terület megfelelő természeti erősségként szolgált a később kialakuló fejedelmi központnak. Székesfehérvár egyike azon kevés városainknak, amelyek nem közvetlenül római alapokon épültek újjá, mint Óbuda, Szombathely, Sopron és más dunántúli nagyvárosaink. A természetes út-találkozási ponttól – Gorsiumtól – kissé északra jött létre az új központ, majd a fontos útcsomópont Fehérvárra tevődött át. Az itt létrejött település stratégiai és kereskedelmi feladatok mellett igazgatási és szakrális funkciókat is ellátott. A város első említése 1007 (1009)-ből származik.
A történelmi belváros legmagasabb pontján épült fel a vár, és ugyancsak itt épült fel Géza nagyfejedelem négykaréjos temploma, amely később temetkezési helyéül is szolgált. (A későbbiekben itt állt a Szent Péter- Pál templom, amely IV. Béla koronázásának volt színhelye.) Géza nagyfejedelem utóda István, mintegy családi hagyományként Fehérváron kezdte el magántemplomának építését. Ekkor már királyi székvárosként tartották számon a települést. István koronázását követően, 1018 körül kezdődött el az ország első bazilikájának építése, felszentelésére Szent István halálakor, 1038-ban került sor. A hatalmas 76 méter hosszú, 38 méter széles három hajós bazilikát Hartvik győri püspök leírásából ismerjük. A bazilikát a következő századokban többször átépítették. Jelentős átalakítások voltak Könyves Kálmán alatt és Anjou Károly idejében. Ekkor történt a Kun László uralkodása alatt – 1288-ban – leégett bazilika helyreállítása. Az 1318. évi átépítés során a templom tetőzetét ólommal fedték le, oszlopokkal erősítették meg, és boltozatokkal díszítették. Nem sokkal később 1327. virágvasárnapján ismételten leégett a bazilika. Kálti Márk krónikájából ismert, hogy a helyreállítás során ismét ólommal fedték le a hatalmas épületet. Nagy Lajos uralkodása alatt a bazilika északi hajójában alakították ki Károly Róbert és Nagy Lajos sírkápolnáját. Kisebb építkezésekről a későbbiekben is tudunk, Ozorai Pippo a bazilika egyik tornyát állíttatta helyre, egyúttal nyert itt sírhelyet. – Ekkorra már kialakult az a gyakorlat, hogy külön engedéllyel egyházi és világi méltóságok is ide temetkezhettek. – A legjelentősebb építkezésre azonban Mátyás uralkodása alatt került sor. A bazilikát keleti irányban bővítették, hogy a Hunyadi család sírhelyet nyerhessen. Az építés során a várfalat lebontották a kápolna szentélyének a kialakításához, majd új bástyát építettek. Az átalakítások Mátyás haláláig nem fejeződtek be, így ideiglenes sírba temették.
Istvánt követően középkori uralkodóinkat itt a Nagyboldogasszony bazilikában koronázták, ugyanakkor nem vált valamennyi királyunk temetkezési helyéül. Szent Istvánt követő királyaink az általuk alapított egyházakba temetkeztek. Könyves Kálmán volt az első uralkodó, akit, a bazilikába a szentek mellé temettek. Az Árpád ház kihalásáig 8 uralkodó (II. Béla, II. Géza, II. László, IV. István, III. Béla, III. László), a vegyesházi királyaink közül is több uralkodó (Károly Róbert, I. (Nagy) Lajos, Hunyadi Mátyás, Szapolyai János) választotta végső nyughelyéül e templomot.
A bazilika állami feladatokat is ellátott; itt állt a király trón, itt őrizték a koronázási ékszereket, a kincstárat, majd később az ország levéltárát, itt volt a sókamara és a pénzverőkamara is. A királyi kincstárban őrizték többek között a királyi mértékegységek etalonjait. Az államigazgatásban betöltött szerepét jelzi az is, hogy az ország alkancellári tisztét a mindenkori székesfehérvári prépost töltötte be (ezt megelőzően a királyi pecsét őre volt). A későbbiekben a gyakorlat módosult, de megállapíthatjuk, hogy a prépostok fontos állami hivatalokat is viseltek, kancellári és királyi titkári tisztségeket töltöttek be. E tény már önmagában is fejlett és magas írásbeli kultúráról tanúskodik Székesfehérváron, III. Béla írásbeliséget bevezető 1181. évi dekrétumát megelőző században.
István király alapította a káptalani iskolát, amelynek tanárai közül kimagaslik Szent Imre nevelője, Gellért a későbbi csanádi püspök. Ugyancsak ő alapította a székesfehérvári társaskáptalant. A prépostnak a koronázáskor betöltött kiemelkedő szerepe miatt a prépostságot nem rendelték a veszprémi püspök joghatósága alá; közvetlenül a pápa alárendeltségében állt. Méltóságuk okán részt vettek a királyi tanács ülésein is. Az egyházi intézmény a király kegyurasága alá tartozott, a prépost személyét többnyire az uralkodó jelölte ki. A prépostság országos hatáskörű hiteleshelyi tevékenysége kiemelkedő volt. Alba civitas az egyetlen központ, ahol több országos hatáskörű hiteleshely működött.
A város szakrális székhely jellege mellett kulturális központja is volt e századoknak. A székesfehérvári prépostok számos értékes művet hagytak az utókorra. E tisztséget töltötte be Ákos székesfehérvári őrkanonok, aki a hun-magyar krónikát készítette. Ugyancsak e tisztséget viselte Kálti Márk is a Képes Krónika szerzője. Itt működött Kálmáncsehi Domonkos, a Szent Miklós káptalan prépostja (1474-1495), – utóbb váradi, majd erdélyi püspök, végül kalocsai érsek – a kiváló humanista Mátyás király bizalmasa, diplomatája. Kálmáncsehi emléktáblával jelölte meg azt az utcát, ahol Szent Imre született. (Az emléktáblát 1734-ben találták meg, de később nyoma veszett.) A falakon kívüli Szent Miklós káptalan prépostja volt Nagylucsei Dóczi Orbán humanista, aki később Bécs püspöke lett. Ugyancsak itt volt őrkanonok Oláh Miklós, a neves humanista, a Hungaria szerzője.
A fejedelmi központot kezdetben palánk védte. A vár létére vonatkozó legkorábbi biztos adatok Péter, majd I. Béla uralkodásának első évéből valók; az 1061-ben tartott országos gyűlésen kitört pogánylázadás elől a várba menekültek az ország főurai és az egyházi méltóságok. Fehérvárt ekkor az ország "metropolisának", fővárosának tekintik. A vár további építési időszakai Anjou Károly korszakához kötődtek, az erődítések javításáról Mátyás király uralkodásának éveiben szólnak a történeti források. A vár átalakítására 1473-ban és 1485-ben került sor.
A királyi palota I. István korában épült, a hagyomány szerint 1007-ben itt született Imre herceg. A későbbiek során, IV. Béla uralkodása alatt készült az új királyi palota és fellegvár, a vár északi részében a Budai kapu szomszédságában.
Egyesek feltételezések szerint az államalapító I. István vezette be a törvénylátó napokat. A király jelenlétében tartott ítélkezést eredetileg Nagyboldogasszony napján – Szent István halálának napja is – tartották; később István szentté avatásának napjára, augusztus 20-ára helyezték át. A törvénynapok megtartásáról az Aranybulla is intézkedett. A törvénynapok a későbbiek során országgyűlésekké alakultak, amelyek ugyancsak városunkban zajlottak. 1527-ig 47 országgyűlést tartottak itt.
Alba Civitas történetében különös jelentősége volt, az 1083. évben István király és Imre herceg canonisatiójának. A XI. században a szakrális székhely jelentősége tovább növekedett. A Szentföldre irányuló zarándokutak fontos állomásává vált Fehérvár. A keresztes hadak számtalanszor átvonultak a városon. Ekkor alakult ki az a városkép, amely a középkor évszázadaiban kevéssé változott. A hadiút forgalmának köszönhető, hogy 1147-ben II. Géza, Alba Civitas-ba telepítette a jeruzsálemi Szent János Lovagrendet. A johanniták, a később Szigetnek nevezett városrészben építették fel rendházukat, amelyhez Eufrozina özvegy királyné nyújtott segítséget. A rend a városban országos hatáskörű hiteleshelyet is fenntartott. A kolostorban temették el Eufrozina királynét, II. Géza király özvegyét.
A külvárosok számos intézménynek adtak helyet. Ugyancsak a Szigetben – Nova Civitas – volt a Szent Mihály templom. Az Ingovány városrészben állt a Szent Kozma és Demjén templom. A vártól délre a Szent Márton templom, mely a koronázási szertartások színtere volt. A Budai külvárosban a Szent Miklós prépostság, a Szent Bertalan templom és a hozzátartozó ferences rendház, valamint a domonkos rend Szent Margit monostora. Ezenkívül a városrész plébánia templommal is rendelkezett.
A városban illetve környékén a koronázásokon, a királyi esküvőkön és a temetéseken kívül más országos események is zajlottak. Ezek között tarthatjuk számon a város határában lezajlott fövenyi csatát. Az ütközetre 1163. június 19-én került sor IV. István és III. István seregei között. Az összecsapás a bizánci politikát és egyházi befolyást képviselő IV. István vereségével és fogságba esésével végződött.
Nagyobb jelentőségű az 1222. évi országgyűlés, az Aranybulla kihirdetése. A bulla deklarálta, hogy a király Szent István ünnepén köteles Fehérvárott törvénynapot ülni. A oklevél egy példányát Székesfehérváron a bazilikában lévő országos levéltárba helyezték el. Ugyancsak itt tartották az 1231. évi országgyűlést, amelyben az aranybulla dekrétumait erősítették meg, és egészítették ki. II. András dekrétuma, valamint III. András 1290. évi koronázási hitlevele megerősítette a Szent István-napi törvénynapok Fehérvárott történő megtartását. A népes országgyűlésekre, a falakon kívül, a város határában; az Andrásgyepen, valamint Fövenyen került sor.
A város életéről keveset szólnak a források, de az országos események virágzó ipart és kereskedelmet hoztak létre. A középkorban több fehérvári mértékegység közül a legnevezetesebb a "pondus Albensis" volt. A mértékekre a johannita konvent levéltára – az egyetlen fennmaradt középkori fehérvári levéltár – őriz adatokat. Ugyancsak híresek Fehérvár országos vásárai; Székesfehérvár a XV. században az Itália és Velence felé irányuló marhakereskedelem egyik fontos állomása.
A település főbb részei a következők: a várat ekkor Castrumnak (erődnek) nevezték. Az északi külvárost, Civitas Exteriornak, a nyugati külvárost Nova Civitasnak, a déli külvárost Nova Villának említik. A Nova Civitastól északra helyezkedett el az Ingovány városrész. A latinok városrésze a vártól északra, a Budai külvárosban volt. Az olasz és vallon telepesek iparosok, kereskedők III. István uralkodása óta éltek itt, nagyobb arányú betelepedésük 1147-1172 közötti időszakban történt. (A XIII. századi jogállásukat jelzi, hogy külön pecséttel rendelkeztek.) Hunyadi Mátyás korából utcaneveket ismerünk: a várban 1439-ben említik a Szent Péter utcát, 1479-ben a Szent Bertalan utcát. A Sziget első utcaneve a Zsemlyesütő utca (Semlyesythewtca), 1484-ből származik.
A hagyomány szerint Fehérvár Szent Istvántól nyerte első kiváltságlevelét. E szerint IV. Béla erősítette meg a Szent Istvántól, de valószínűbb, hogy valamely későbbi uralkodótól feltehetőleg III. Istvántól nyert városi privilégiumot. A város első kiváltságlevelét nem ismerjük, de egyes elemei átiratokból, fennmaradtak. (A jogtörténet e városjogot, a fehérvári jogcsaládként tartja számon.) A város lakói választották főbírájukat, s a 12 tagú tanácsot, amely a város polgárai felett ítélkezett. A fehérvári polgárok vámmentességet élveztek az ország területén. Az I. Istvántól származtatott privilégium, a fehérvári jog a városok többségének évszázadokon át, mintaként szolgált
A tatárjárás idején a Dunántúlon csak kevés vár, erősség nem vált a hódítók martalékává. A tatárjárás ugyan érintette Székesfehérvárt, de az olvadó mocsarak megakadályozták a tatárok betörését a várba; a külvárosok (Újfalu, Latinok városrésze) azonban elpusztultak. IV. Béla uralkodása alatt a várat is átépítették, újabb erődítésre Mátyás idejében került sor.
A város a tatárjárást követően veszített központi jelentőségéből. Az ország politikai központjává egyre inkább Buda vált. IV. Béla itt alakította ki új, királyi székhelyét. Fehérvár fejlődésének gátat szabtak a város körüli mocsarak, mivel, ezek korlátozták a vár és a külvárosok területi növekedését. Hanyatlásához hozzájárult, hogy a nemzetközi kereskedelemben eddig betöltött szerepe is meggyengült; a fontos útváros szerepe csökkent, a zarándokutak XIII. század közepén más irányba terelődtek.
A fentiek ellenére a város szakrális székhely jellege tovább erősödött. A vegyesházi uralkodók elődeiknél nagyobb jelentőséget tulajdonítottak a Nagyboldogasszony bazilikában történő koronázásoknak és temetkezéseknek. Erre az időre szilárdult meg a koronázási formula, amely szerint a fehérvári koronázó templomban, az ország uralkodóját az esztergomi érsek, a székesfehérvári prépost jelenlétében koronázta meg, Szent István koronájával. A vérségi alapon az Árpád-házhoz nem kötődő uralkodóknak igényük volt az országalapító szent királlyal történő misztikus kapcsolat felvételére, ezzel hatalmuk legitimizálására.
Szent István emelte Fehérvárt igazi várossá és a királyság világi központjává. Ő építtette a királyi bazilikát is (1003–1038), mely egyházi és világi jelentősége ellenére nem volt székesegyház, mert István király Fehérváron nem alapított püspökséget, valószínűleg az egyházi és világi hatalom szétválasztásának szándékától vezérelve. A város egyházi jelentőségét a középkorban az itt működő igen tekintélyes társaskáptalan adta. Évente kétszer itt tartották királyi törvénykezési napokat és az országgyűlést. 1526-ig 43 magyar királyt koronáztak, és 1540-ig 15 királyt temettek Fehérváron.
A 11. században a város a szentföldi zarándoklatok fontos állomása volt. A középkorban a város jelentősen fejlődött, a mocsárból kiemelkedő dombokon elővárosok jöttek létre, ahol szerzetesrendek, kézművesek és kereskedők telepedtek le. A 12. század fokozta Székesfehérvár jelentőségét. Megjelennek a Szent János-lovagok. Kolostorukat – a Sziget nyugati oldalán – még a század közepe táján kezdte építeni Martirius esztergomi érsek, de a befejezést III. Béla anyja, Eufrozina eszközölte (őt ide is temették). A konvent, mint hiteles hely országos szerepet vitt a magyar jogi élet lebonyolításában. A III. Béla által megalapított és az írásbeliség végzésével megbízott kancelláriának a megindulása is Székesfehérvárhoz kapcsolódik, amennyiben annak vezetői jobbára a székesfehérvári prépostok voltak. 1222-ben II. András itt bocsátotta ki az Aranybullát (a hagyomány szerint a város határában lévő Csúcsos-hegyen), mely tartalmazta az alattvalók jogait, és a király kötelességeit. Ez az okmány volt 1848-ig a magyar alkotmány alapja.
1242 tavaszán a tatárok megpróbálták elfoglalni a mocsárral körülvett várost, melyet azonban a hirtelen jött hóolvadás megvédett a mongol lovasok betörésétől, akik így nem tudtak a várfalhoz jutni. A 13. század és a 15. század között az okmányok egy sor palota építéséről számolnak be. A középkorban virágkorát élő város képét nagyjából 1490-ig számtalan metszeten örökítették meg.
A középkor végi Székesfehérvár életében komoly törést jelentett az 1490-es ostrom. Az I. Mátyás halála után kezdődött trónutódlási küzdelem során Székesfehérvár 1490 novemberében rövid ostrom után elesett, a Miksa vezette német-római birodalmi és osztrák csapatok teljesen kifosztották (a bazilikát is beleértve), és a város egészen 1491. július 29-én, II. Ulászló által való visszafoglalásáig I. Miksa kezén maradt.

### Székesfehérvár a török hódoltság idején
A mohácsi csatát (1526) követően a város Szapolyai János és Habsburg Ferdinánd harcában az előbbi mellé állt, s mellette egészen haláláig kitartott annak ellenére, hogy Révay Ferenc nádori helytartó mindent elkövetett, hogy Ferdinándnak nyerje meg. Ferdinánd még bizonyos Fejér megyei községeket is adományozott a városnak. 1543-ban Fehérvár is török kézre került. A város polgárai ugyanis megelégelve az ostromot, a Varkocs György várkapitány vezette kitörő csapatokat a városból kizárták, akiket így az oszmánok lekaszaboltak. A török hódoltság idején a város eredeti lakosságának nagy része elmenekült, helyükre jórészt délszláv lakosság költözött. Fehérvár templomainak egy részét dzsámivá alakították, többek között a Szent Anna kápolnát is, melynek tetején ma is ott a félhold. Az ekkor épült törökfürdőnek ma már csak romjai láthatóak. Ez a Török Udvar.
A török igazgatási beosztás szerint a város a budai vilajet fehérvári szandzsákjának volt a székhelye. 1688-ig a város végig török kézen volt, eltekintve egyetlen évtől: A tizenöt éves háború során 1601-ben a várost átmenetileg sikerült visszafoglalni. Bár az ostromot átvészelte, mégis ekkor pusztult el a Szent István által építtetett, majd az Anjouk és később Mátyás által kibővíttetett pompás királyi bazilika, amikor a tornyában tárolt puskapor felrobbant. A következő évi sikeres török ostrom idején esett fogságba a város alkapitánya, a kalandos életű Wathay Ferenc is (akinek szobra a Prohászka Ligetben áll).

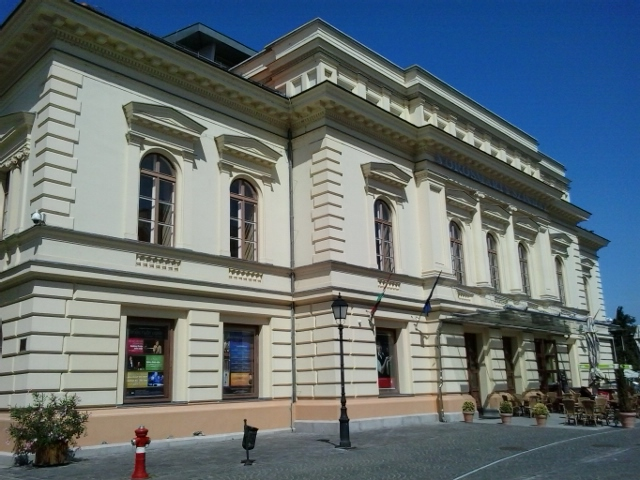
A Vörösmarty Színház épülete. Az 1874-ben épült színházat a legrégebbiek és a leghíresebbek között tartják számon Magyarországon

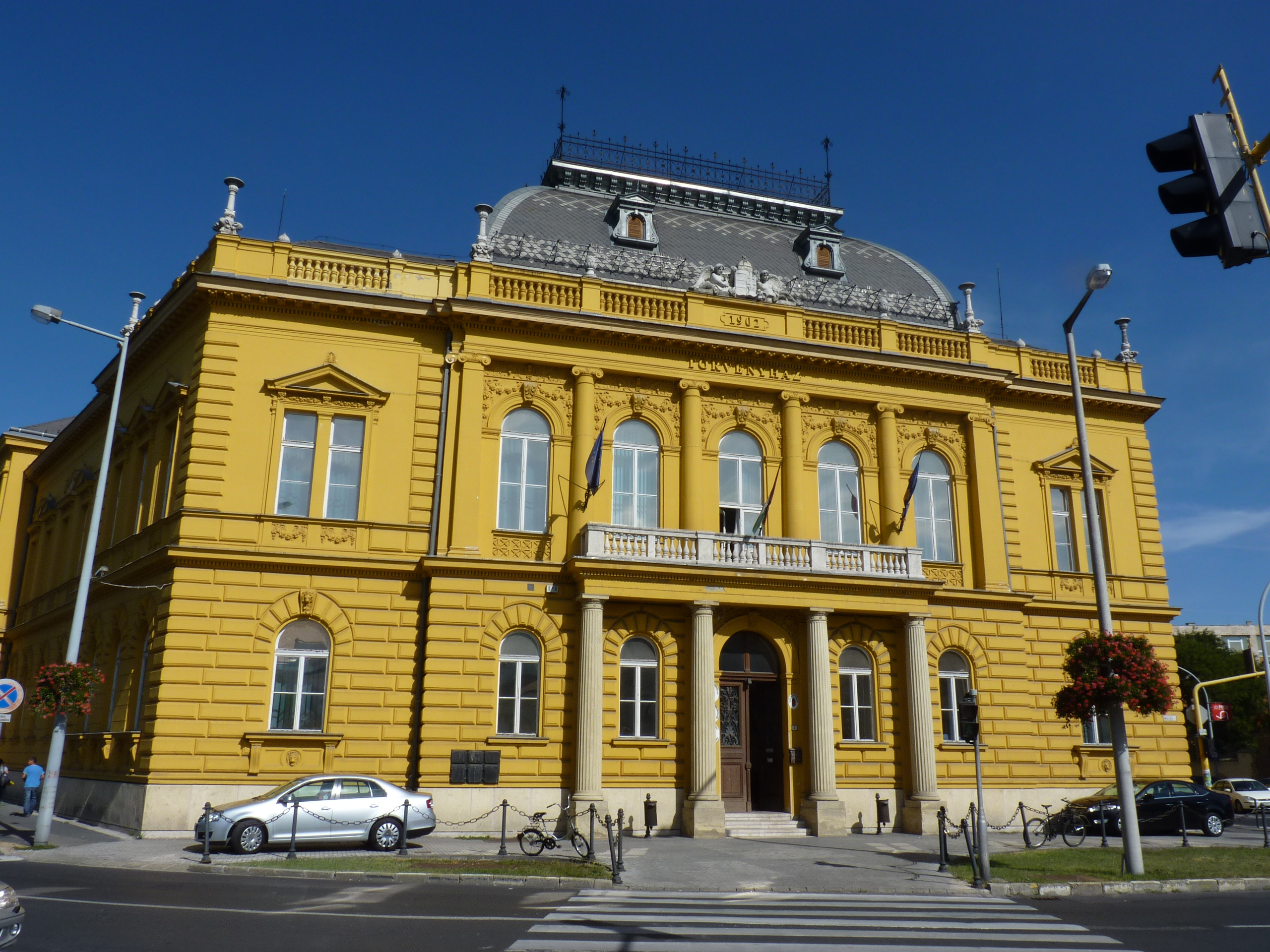
Az 1902-ben épült Törvényház

### A török kiűzése után
Székesfehérvár az oszmán uralom felszabadulása (1688) után ugyan nem nyerte vissza középkori jelentőségét, a 18. század végére mégis a régió egyik legfontosabb központjává vált. Kulturális szempontból is kiemelt szerepet játszott. A török kiűzése után a kereskedők és iparosok külföldről jöttek, s az adminisztráció nyelve is német lett. A 18. század kezdetétől a város újabb virágzását élte. A helyi magyar és szerb lakossághoz német és morva földről érkeztek új városlakók. Az 1702-ben alapított jezsuita, majd pálos, végül ciszterci gimnáziuma országos ismertségre tett szert. 1703-ban kapta vissza a város a szabad királyi város rangot, de már (és ekkor még) nem volt sorolható az ország első számú városai közé. A 18. század közepén nagyobb építkezések kezdődtek, például a ferences templom és rendház építése, a jezsuiták templomépületei. A városháza főépületének felújítása 1710-es években készült el. Középületek, barokk paloták és polgárházak épültek. 1777-ben Mária Terézia az egyik újonnan alapított püspökség székhelyévé tette a várost. A püspöki palota a királyi bazilika egykori területének egy részére települt, építéséhez sokat felhasználtak a Szent István-féle templom kövei közül, amelynek utolsó még álló kápolnáját is ekkor bontották le. A székesegyház új épületét 1758-ban kezdték el építeni, melyhez felhasználták a régi plébánia falait. A templom a város, az egyházközség és a jezsuiták adományából 1768-ra nyerte el mai formáját. A belváros – más dunántúli városokhoz hasonlóan – megőrizte középkori utcaszerkezetét, mely a vár két kapuján keresztül kapcsolódott az azt körülvevő városrészekhez. A vár zártsága a 19. század első harmadában szűnt meg, amikor új utcák épültek, s kapcsolták a külvárosokat a történelmi városmaghoz. A belváros szerkezetét jelentősen megváltoztatta a Palotai kapu, illetve a Budai kapu melletti várfal 1809-es lebontása, ekkor ugyanis 1810-ben József nádor érkezett a Fejér vármegyei felkelő sereg megszemlélésére. A Budai kaput 1872-ben bontották le, mivel a városi magisztrátus szűknek találta a városkaput, így több polgári ház és várfal lebontásával megnyitották a Nádor-utcát, a mai Fő utcát. 1843-ban a város déli része tűzvész következtében teljesen elpusztult.

### Székesfehérvár a reformkorban
A reformkori nemzeti öntudatra ébredés hatása olyan erős volt, hogy a túlnyomórészt német lakosság is fokozatosan beolvadt a magyarságba. A Számmer-nyomda (1803) és a Nemzeti Színjátszó Társulat (1818) alapítása, a két Casino (1838), a Szépészeti Testület (1839) és az Olvasó Társaság (1840) létesítése mind-mind a nemzeti eszmék reformkori térnyerését, az öntudatos polgári réteg erősödését tanúsította és a megnövekedett kulturális igények kielégítésének korszerű formáit biztosította. 1848. március 15-én a fehérvári polgárság és fiatalság is csatlakozott a forradalomhoz. A forradalom és az azt követő szabadságharc leverése után az időközben óriásira nőtt Budapest árnyékában Fehérvár alig iparosított agrárvárossá vált.

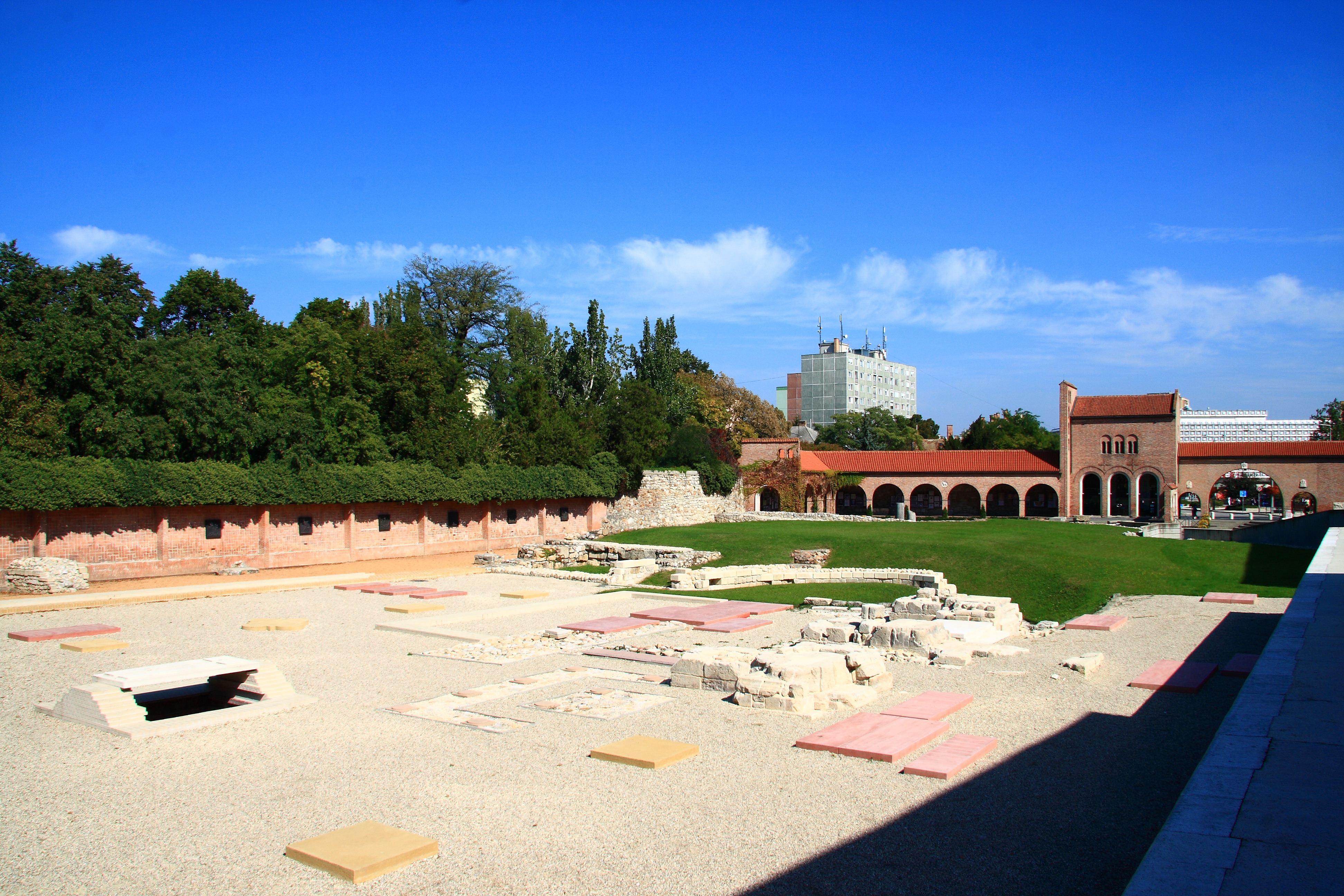
A középkori romkert, nemzeti emlékhely

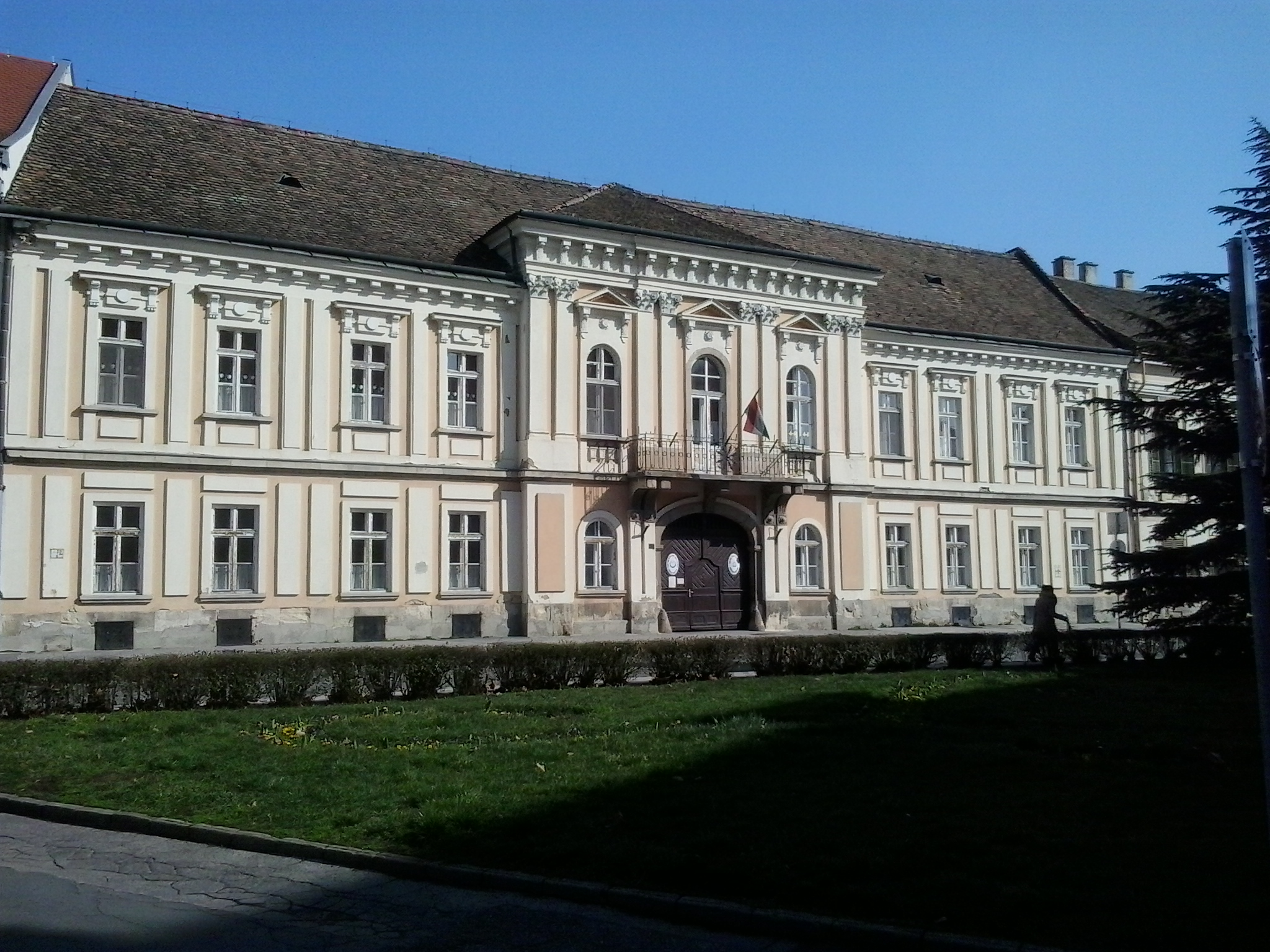
Copf stílusú lakóház (ma iskola) a Szent István téren. Valószínűleg a Püspöki palota mintájára épült a 19. században

Gazdaságának fejlődése csak a vasút kiépülésével vett új lendületet. Előbb 1860-ban a Székesfehérvár-Újszőny-vasútvonalon, majd 1861-ben a Buda-Kanizsa-vasútvonalon indult meg a forgalom. Az 1850-es évektől induló gyors fejlődés fontos mérföldköve volt az ország első Vörösmarty-szobrának felavatása 1866-ban, a Vörösmarty Színház felépítése (1872–1874) vagy éppen az országos iparkiállítás megrendezése 1879-ben. A fellendülés további bizonyítéka a korszakban épült – immár emeletes – lakó- és középületek sora. A királyi törvényszéknek, a megyei főügyészségnek és a fogháznak (ma Fejér Megyei Büntetés-végrehajtási Intézet) helyt adó épületkomplexum 1902-ben készült el.

### A két világháború között
Nagyon szerencsés helyzetbe került Székesfehérvár az 1930-as évek második felére. Egy tehetséges polgármester, Csitáry G. Emil és egy historikus és képviselő miniszter, Hóman Bálint olyan városfejlesztési koncepciót valósított meg, amelynek eredményeként 1938-ra, a Szent István-emlékévre Székesfehérvár több alkalommal is az országos érdeklődés középpontjába került, s az egyik legdinamikusabban fejlődő várossá vált. Ehhez nagyszerű művészek mellett Hóman és fő patrónusuk, a legnagyobb hatású magyar művészettörténész, Gerevich Tibor is nagyban hozzájárult. De közvetetten szerepet játszottak ebben a város szülöttei, a korábban elhunyt Klebelsberg Kuno és az egyik legbefolyásosabb magyar értelmiségi, Szekfű Gyula is.

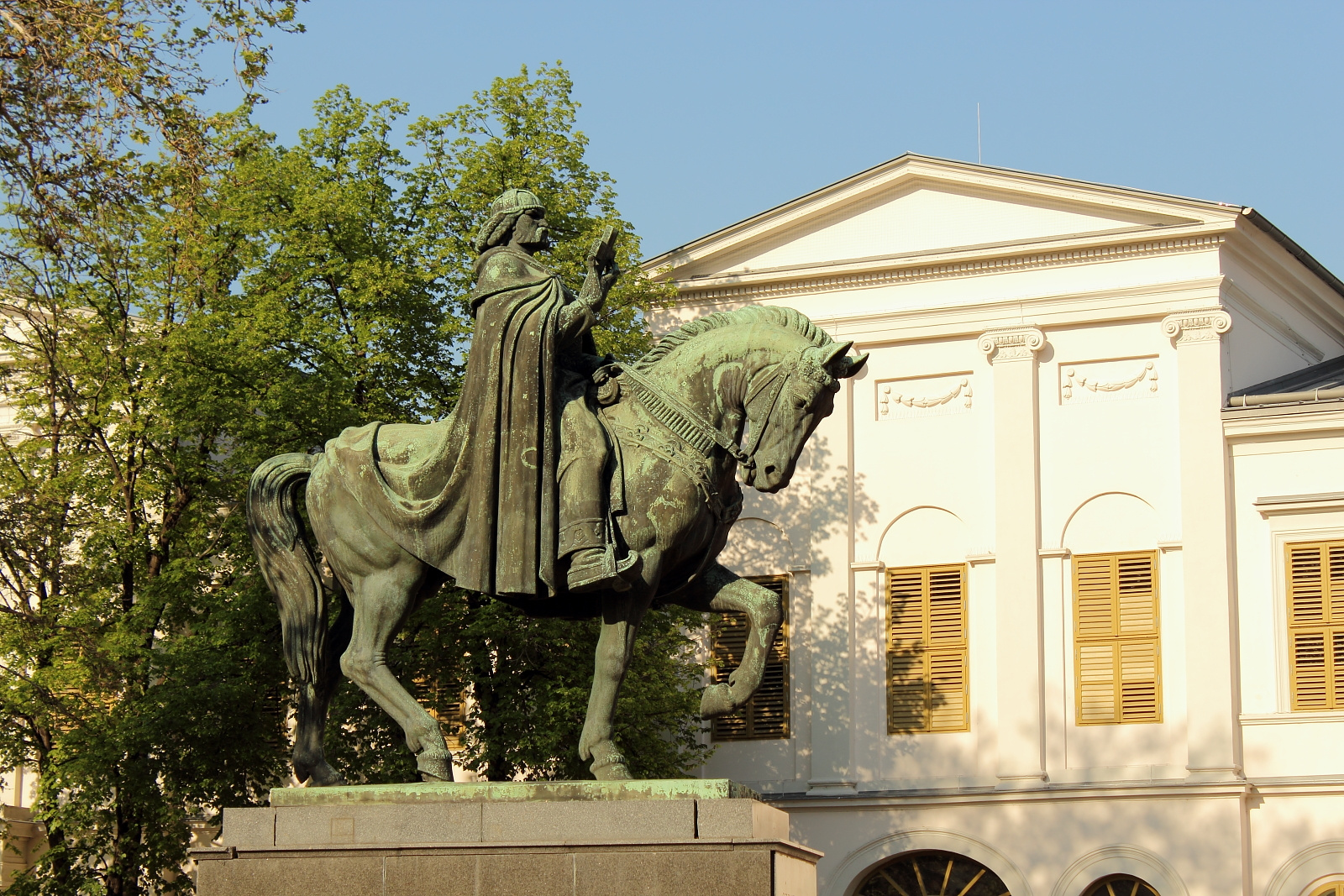
Szent István király lovasszobra, Sidló Ferenc alkotása

A 20. század elején 35 ezres Székesfehérvárnak – mint azt a város 1931 és 1941 közötti polgármestere, Csitáry G. Emil közelmúltban megjelent emlékirataiban is olvashatjuk – már rendkívül élénk és változatos közoktatási, egyesületi, kávéházi, színházi és sajtóélete volt, sok-sok kulturális rendezvénnyel és társasági eseménnyel. Csitáry maga is diákja volt az egy évig itt tanító Szabó Dezsőnek, az 1919 utáni magyar szellemi élet egyik meghatározó, főleg az értelmiségi ifjúságot magával ragadó írójának. 1915-től itt járt gimnáziumba a később kiváló regényeket író Kodolányi János, akinek a nevét napjainkban a székesfehérvári főiskola őrzi. És itt élt s alkotott Bory Jenő, a neves szobrász és építész is.
A két világháború közötti időszakban tovább növekedett Fehérvár súlya. A nagy múltú és lélekszámú magyar kulturális központok többsége ugyanis a határokon túlra került, így Fehérvár a korábbinál lényegesen előrébb jutott a városok rangsorában. Másrészt pedig olyan szülöttei, illetve patrónusai voltak, akik a kulturális életben vagy a nagypolitikában vezető pozíciókba jutva eredményesen támogatták fejlesztését. A korábbi korszak kultuszminisztere (1910–1913, 1918), Zichy János többnyire a városhoz közeli nagylángi kastélyában élt, egyik utóda, Klebelsberg Kuno (miniszter: 1922–1931) pedig másfél évesen került Székesfehérvárra, és itt is érettségizett. Hóman Bálint (kultuszminiszter: 1932–1942, 1938–1939-ben rövid megszakítással) – még mielőtt miniszter és a város képviselője lett volna – tudósként foglalkozott a magyar középkor történetével, s ebben kiemelt szerepet tulajdonított Fehérvárnak.

#### Az 1938-as Szent István-emlékév

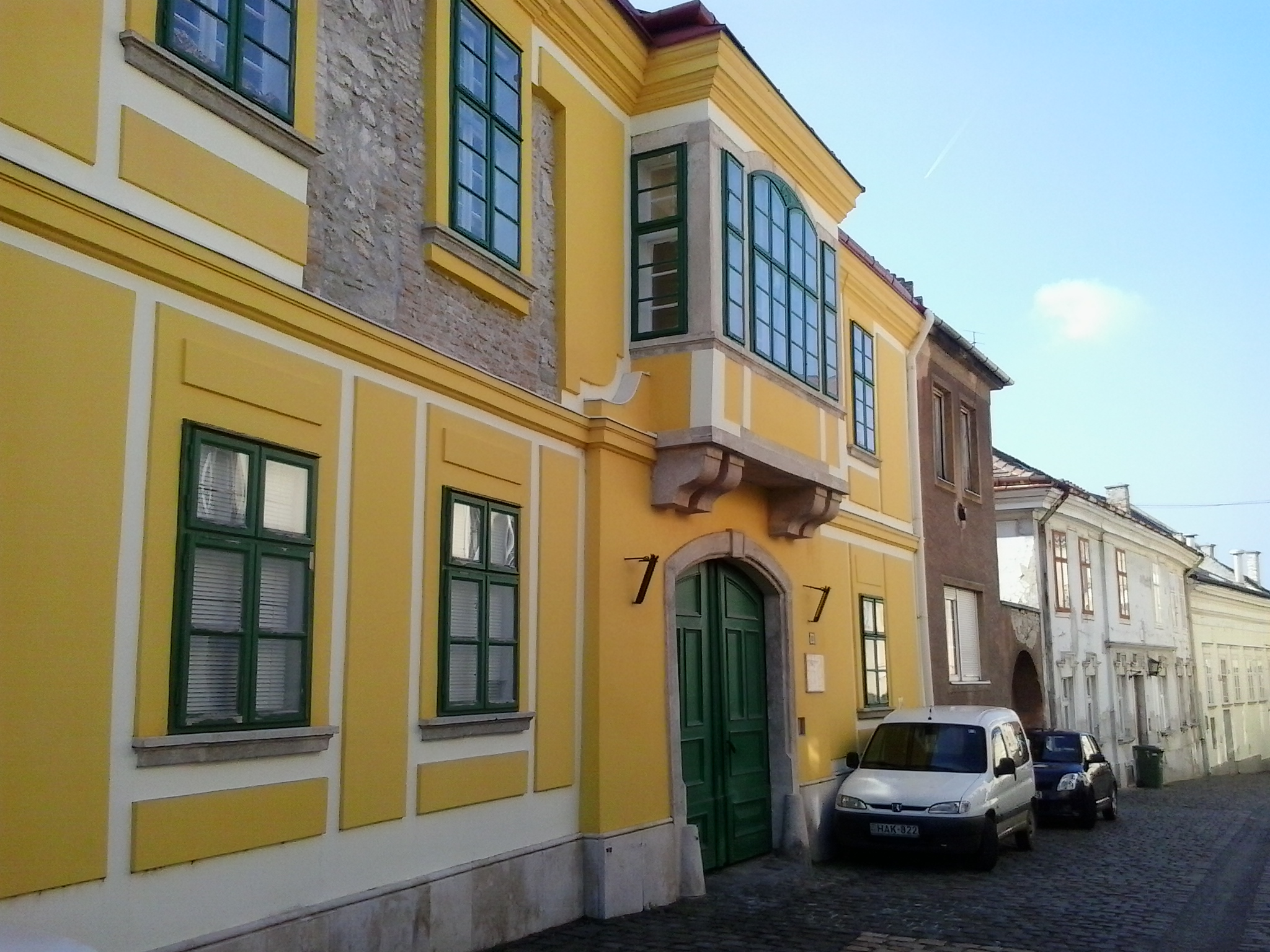
Barokk lakóház a Megyeház utcában

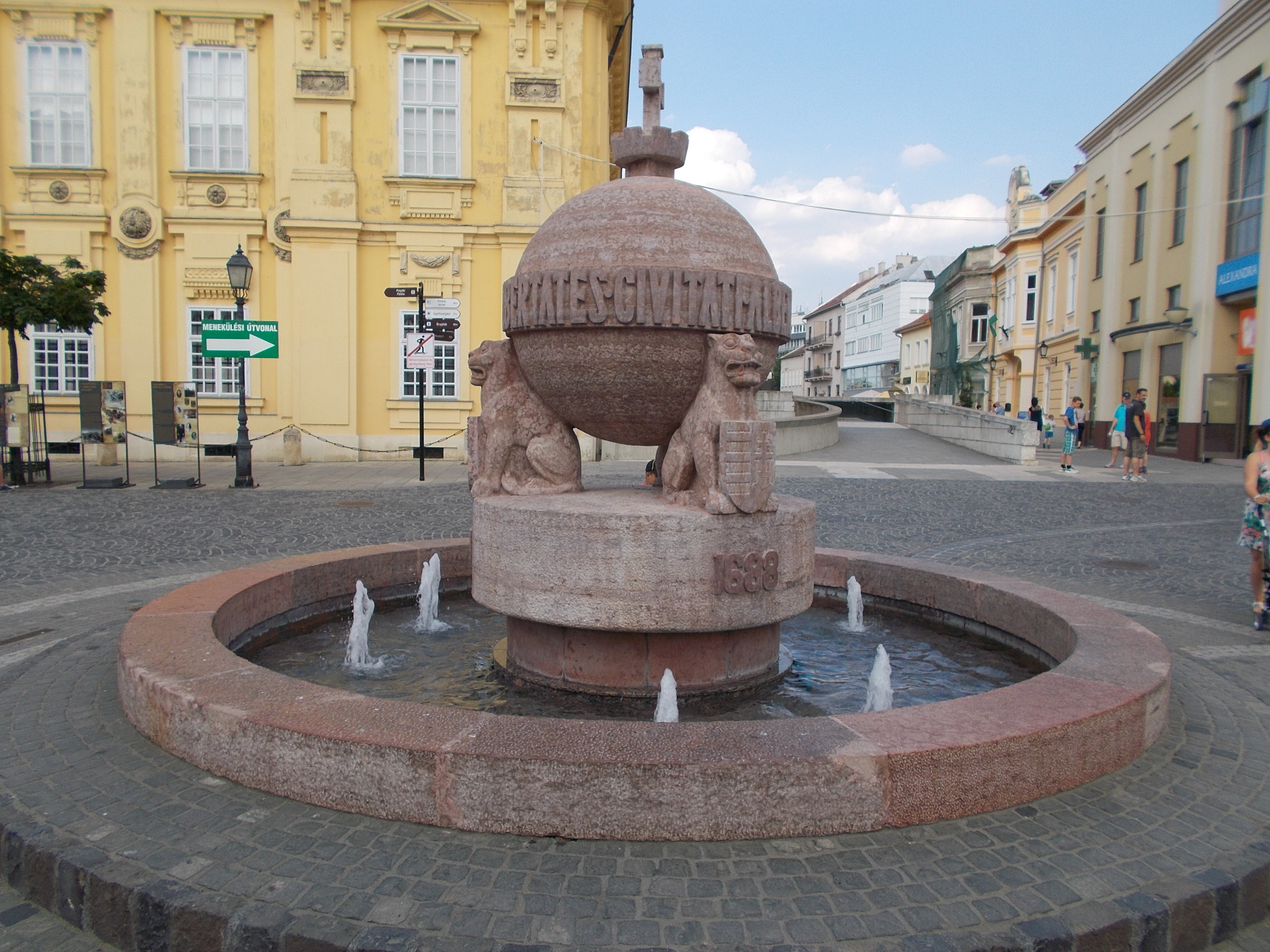
Az Országalma

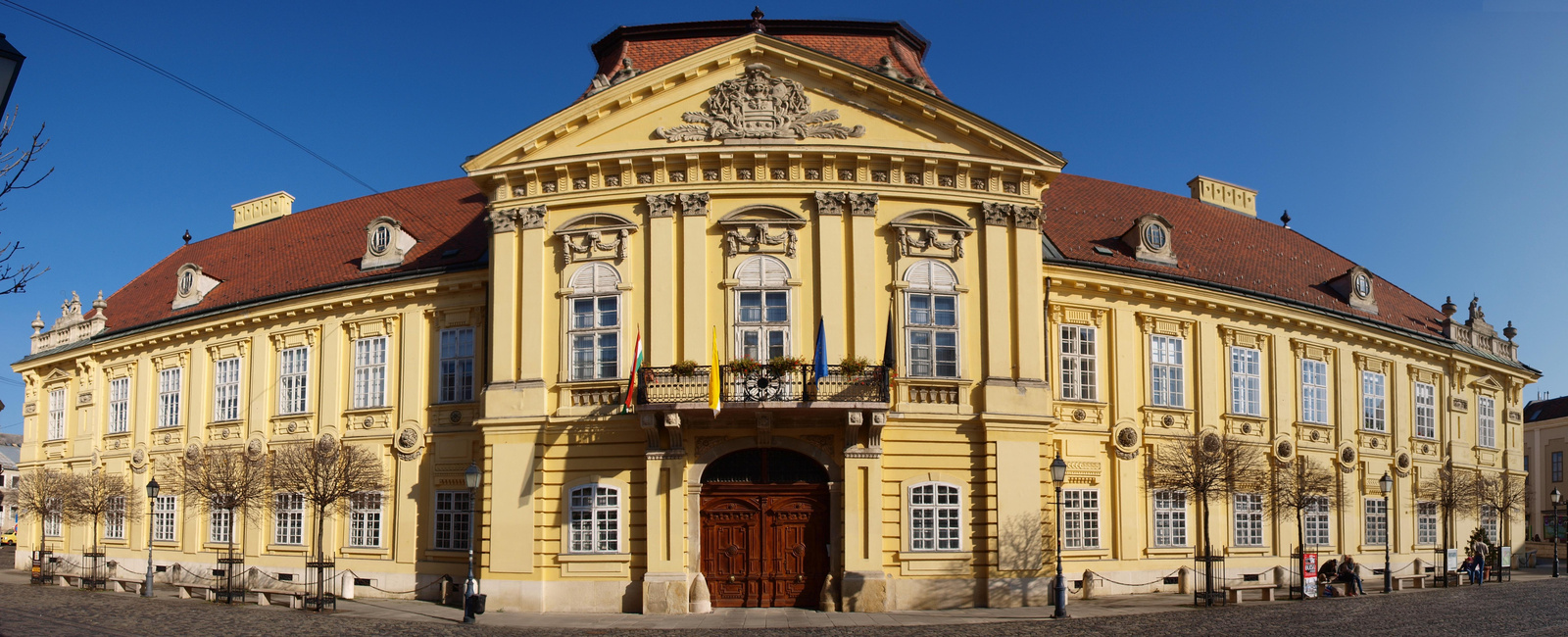
A püspöki palota

1938 mind bel- és külpolitika, mind a reprezentáció szempontjából mozgalmas esztendő volt a Horthy-kor történetében. A teljesség igénye nélkül: a Darányi-kormány ebben az évben hirdette meg a hadseregfejlesztő győri programot, ekkor került sor az első revíziós sikerre, az első bécsi döntésre, ekkor ünnepelte a kormányzó a 70. születésnapját, amellyel a Horthy-kultusz is fontos állomáshoz érkezett. Az ország életére hatást gyakorló események közé tartozott a Szent István-emlékév is, amelynek révén Székesfehérvár jelentős szerepet kapott. Számtalan egyesület és szervezet helyezte rendezvényeit az év folyamán megújuló városba.
Három kiemelkedő pillanat is volt, amikor az országos figyelem homlokterébe került a város. Az első a május 22-én, közvetlenül a 34. Eucharisztikus világkongresszus előtt lezajló vitézavatás, a "kard ünnepe" volt. A második június 1-je, amikor a Szent Jobb országjáró körútjának második állomásaként érkezett Székesfehérvárra az Aranyvonaton, a harmadik pedig a városháza udvarán augusztusban megtartott országgyűlés, mely Szent István király emlékét törvénybe iktatta.
Az országgyűlést eredetileg augusztus 21-én tartották volna, ám a kormányzó németországi hivatalos látogatása miatt augusztus 18-ra kellett előrehozni. Így némi sietséggel fejeződtek be az előkészületek, melynek során az egyházmegye püspöke, Shvoy Lajos augusztus 13-án szentelte be a középkori királyi bazilika ásatásainál fellelt csontmaradványokat.

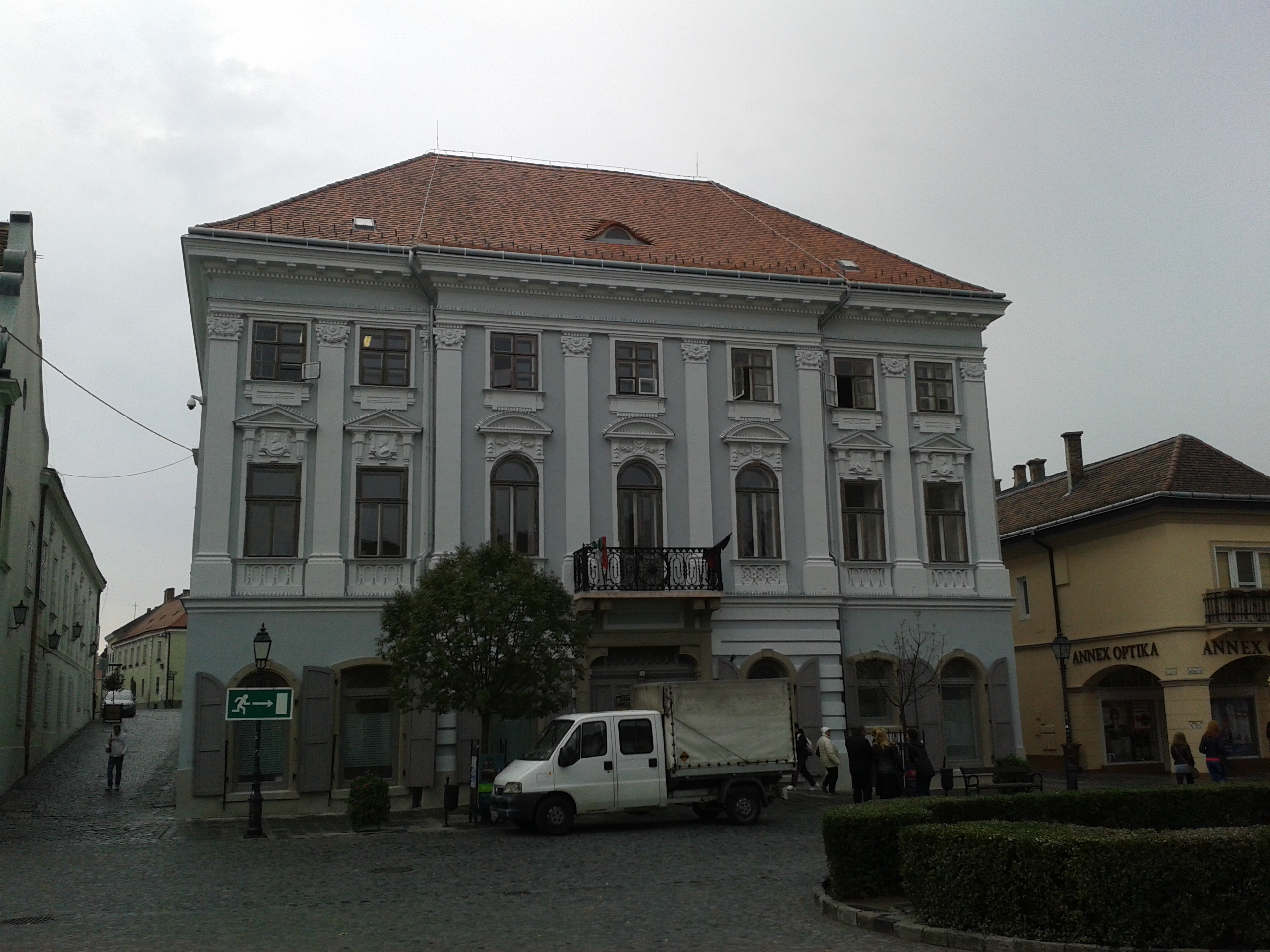
A városháza C épülete

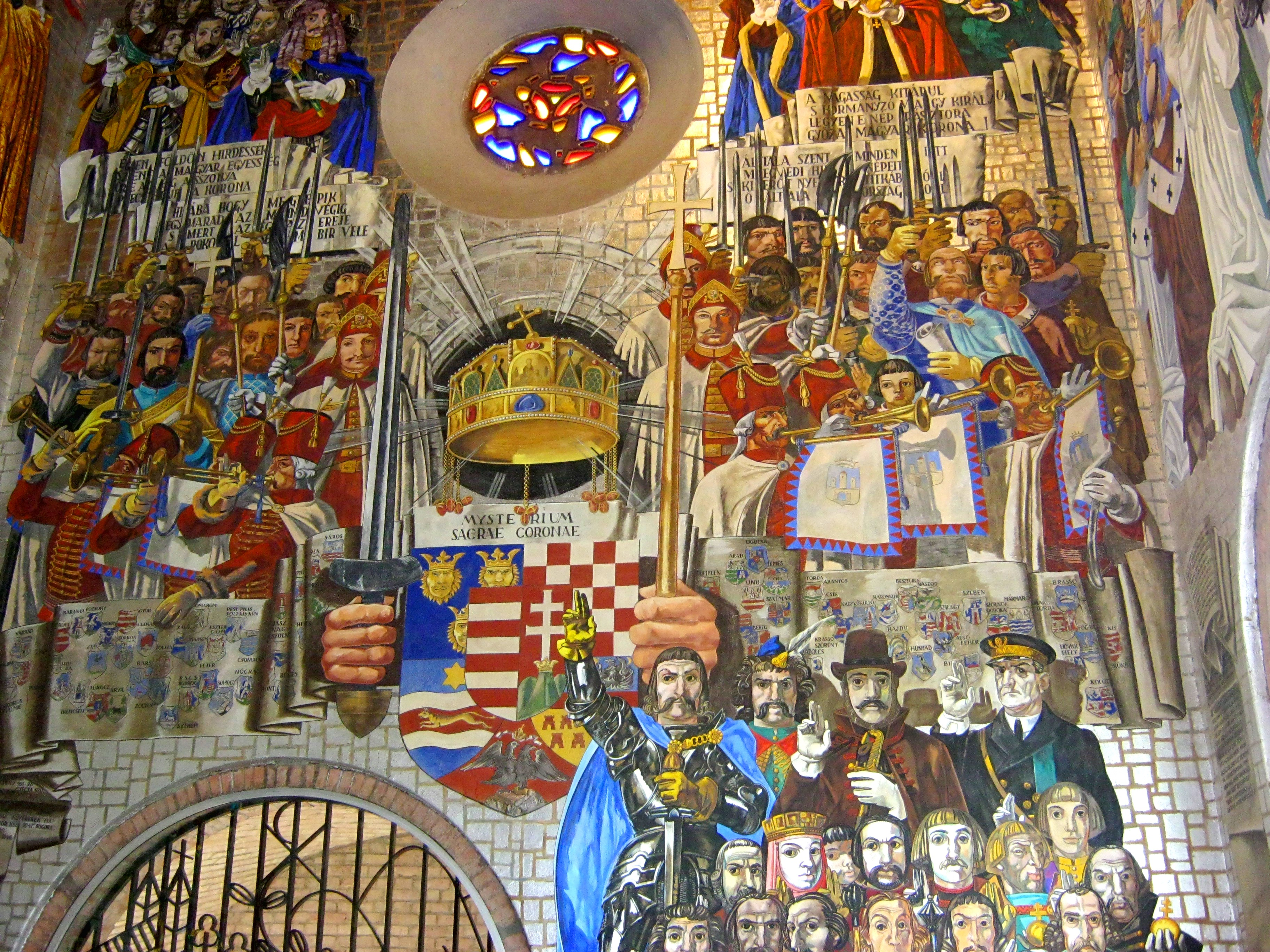
Az I. István mauzóleumát díszítő, Aba-Novák Vilmos által festett szekkó részlete

A vitézavatások hagyományos helyszíne Budapest volt, az országgyűlésé 1848-tól kezdődően úgyszintén. Komoly politikai lobbitevékenység állt ezek Székesfehérvárra történő kihelyezése mögött, amelyben a kulcsszerepet a város képviselőségét 1932 óta ellátó Hóman Bálint játszotta.

##### Ünnepi országgyűlés
A vitézavatás és a Szent Jobb ünnepe mellett a jubileumi év egyik legnagyobb napja augusztus 18. volt, amikor mintegy 400 év múltán, a mohácsi vész utáni 1527. évi országgyűlés óta először tisztelegtek az ország törvényhozói és közjogi méltóságai szent királyunk emlékének egy ünnepi országgyűlés keretein belül Székesfehérvárott. Darányi Kálmán miniszterelnök május 11-én nyújtotta be az országgyűlésnek azt a törvényjavaslatot, amely elrendelte a székesfehérvári országgyűlést:
1. § Az országgyűlés két Háza Szent István király emlékére, halálának kilencszázadik évfordulója alkalmából az 1938. év augusztus hava 18. napján Székesfehérvárott tart ünnepélyes együttes ülést, ahol Szent István a királyi törvénynapokat tartotta s amely város a királyi törvénynapokból kifejlődött Árpád-kori országgyűlések székhelye volt.
2. § A székesfehérvári ünnepélyes együttes ülés egyetlen tárgya ama törvény megalkotása, amelyben a nemzet a keresztény magyar államot megalapító Szent István király emlékét megörökíti.
Ezen az ünnepélyes együttes ülésen a m. kir. miniszterelnök benyujtja és nyomban ismerteti a Szent István király emlékét megörökítő törvényjavaslatot, amelyet az együttes ülés azonnal letárgyal. A letárgyalt és elfogadott törvényt a miniszterelnök kihirdetési záradékkal és aláírással ellátás végett az együttes ülés keretében azonnal az ország Kormányzója elé terjeszti. A tárgyalás és a határozathozatal módját egyébként az országgyűlés két Háza állapítja meg.
3. § A jelen törvény végrehajtásáról a m. kir. miniszterelnök gondoskodik.
A törvényjavaslatot mind a két ház egyhangúlag megszavazta.
Végül rövid tárgyalás után megfogalmazódott a törvény: Az országgyűlés augusztus hó 20. napját Szent István király emlékezetére nemzeti ünnepnek nyilvánítja.
Az ünnepi országgyűlés a törvény elfogadása és a kormányzó általi szentesítés után befejeződött. A kormány tagjai, a jelen lévő diplomaták és hivatalos személyek ezt követően a Nagyboldogasszony-bazilika romjainak felavatásán, majd a vármegyeház előtti téren található Sidló Ferenc Szent István-szobrának leleplezésén vettek részt.

### A második világháborútól napjainkig
A mai Kempelen téren (a Romkert és a Fehérvár Áruház (Skála) között) állt egykor a neológ zsinagóga, melyet 1864-ben emeltek. Szépsége és méretei a Dohány utcai zsinagógáéval vetekedtek. Azonban 1944-ben az amerikai szőnyegbombázások áldozatául esett (Székesfehérvár Budapest után a legtöbbet szenvedett város volt az országban). A zsinagóga helyét ma emléktábla mutatja.
A városra a 20. század hatvanas és hetvenes éveinek a történelmi előzményeket semmibe vevő átalakításaival mérték talán a legnagyobb csapást. Erőltetett iparosítás következett. Többek között alumínium-hengerművet és motorjárműgyárat alapítottak. A város életében hosszú ideig az Ikarus autóbuszgyár és a Videoton rádió- és televíziógyár volt a legfontosabb munkáltató. Az 1945-ben még csak 35 ezer lakost számláló város lélekszáma az 1970-es évek végére 100 ezer fölé nőtt. A fallal körbevett belvárost ugyan megvédték, ám azon túl teljesen átszabták a két világháború közötti időszak kiemelt szerepű, emblematikus városát; mindenütt nagy lakótelepek épültek. A barokk korszaktól szervesen fejlődő, régi városrészeket romboltak le, évszázados térbeli és emberi kapcsolatokat is szétzilálva. Azonban Székesfehérvár ebben az időszakban vált igazán Magyarország egyik legnagyobb és legfontosabb gazdasági és közlekedési központjává. 1980 és 2000 között a világ egyik leggyorsabban fejlődő városává vált, sorra épültek ipari parkjai.[forrás?] Székesfehérvár 1989. április 1-jén megyei városi rangot kapott. Az 1990-es években a városba 4 milliárd dollár nagyságrendű tőke áramlott. Fehérvár önkormányzatának adó- (főleg iparűzési adó) bevételei a többi magyarországi nagyvárosénál (Budapest kivételével) átlagosan 2-szer, 2,5-szer nagyobbak. 2010. körül gazdasági visszaesés következett be Magyarország és a világ városaihoz hasonlóan Fehérvár életében is. Székesfehérvár a 2013-as Szent István-emlékévvel, múltja megismerésének és visszaszerzésének ösztönzésével és a város jelenlegi lakóinak segítségével a jövőjét keresi és építi továbbra is.
Az elmúlt évtizedek régészeti kutatásai sok középkori maradványt tártak fel a város területén, amelyeket restauráltak és kiállítottak. A Romkertben találhatóak az Árpád-kori koronázó bazilika maradványai, Szent István király szarkofágja, valamint a 15 magyar király (köztük I. István) egyelőre még azonosítatlan földi maradványait őrző osszárium is. A romkert hivatalosan is Nemzeti Emlékhellyé emelkedett, mint Magyarország kiemelkedően fontos történelmi emlékhelye.